# Modeweek

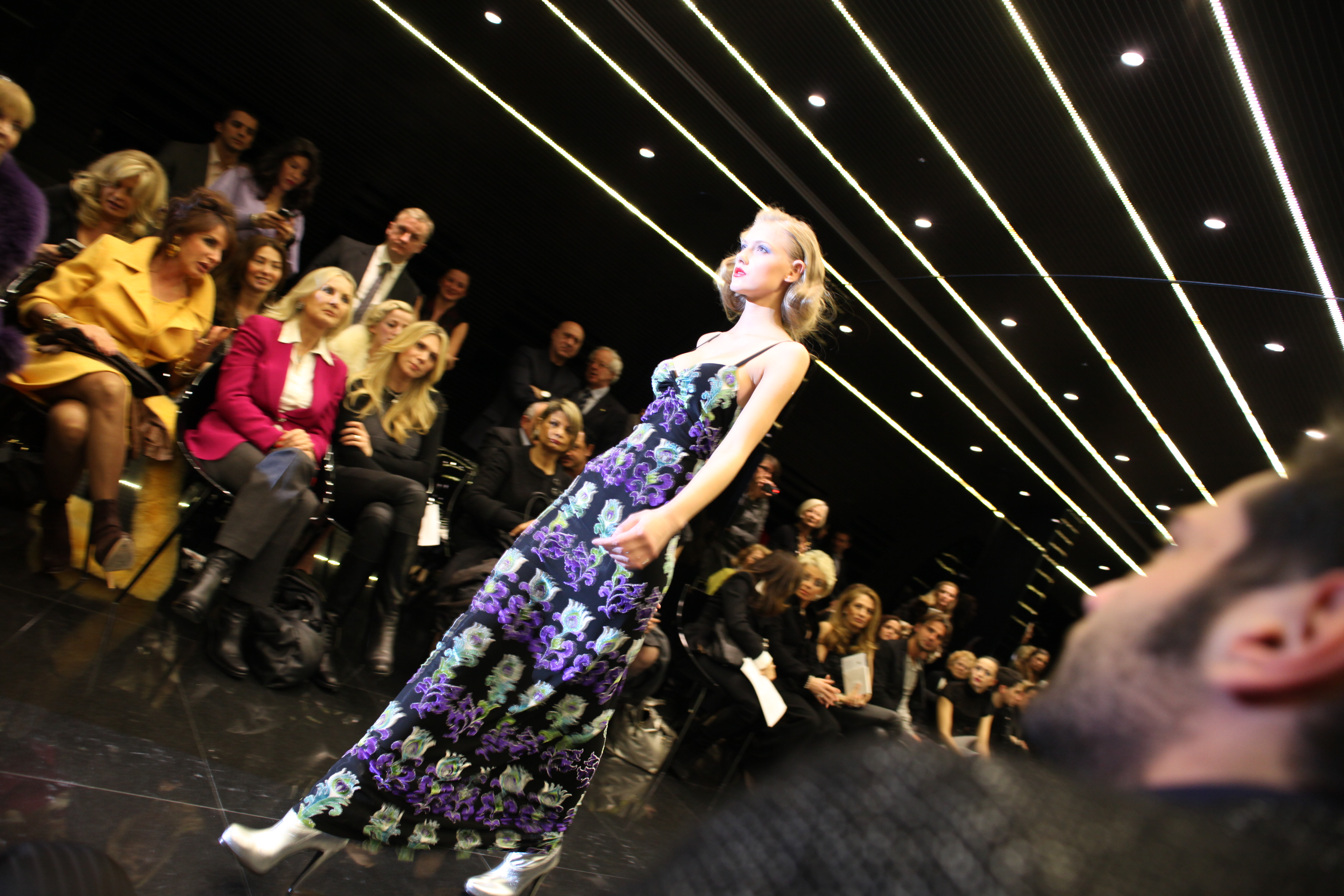
Catwalk-presentatie tijdens de modeweek van Milaan voor het herfst/winterseizoen van 2010

Een modeweek (Engels: fashion week) is een evenement over meerdere dagen waarbij modeontwerpers en -huizen met catwalk-presentaties (Engels: runway shows) hun nieuwste collecties tonen aan inkopers en journalisten. Modeweken vinden meestal halfjaarlijks plaats, een keer voor het lente/zomerseizoen en een keer voor het herfst/winterseizoen.
Modeweken zijn een belangrijke graadmeter van wat het komende seizoen wel of niet in de mode is. De vier invloedrijkste modeweken zijn die van Londen, Milaan, New York en Parijs. De modeweek van New York is de eerste van het seizoen, gevolgd door Londen, dan Milaan, en Parijs als afsluiter. Naast deze grote vier modeweken worden er wereldwijd tal van modeweken gehouden om de plaatselijke mode-industrie te presenteren.
Sommige modeweken richten zich op specifieke kleding, zoals Miami Fashion Week in Miami en Rio Summer in Rio de Janeiro, beide voor zwemkleding. Er zijn ook modeweken die zich specifiek op bruidskleding of confectie richten.
De eerste fashion week was die van New York. Het evenement begon in 1943 onder de naam Press Week, met de bedoeling de Amerikaanse mode-industrie meer onafhankelijk te maken van de modehuizen in Parijs.

## Nederland
In Amsterdam wordt sinds 2004 Amsterdam Fashion Week gehouden. Tijdens dit halfjaarlijkse evenement op het Westergasfabriekterrein tonen Nederlandse ontwerpers hun nieuwe collecties. Onder de noemer "Fashion Week Downtown" worden sinds 2011 ook allerlei evenementen rondom de modeweek georganiseerd, zoals tentoonstellingen, lezingen en feestjes.
In Nederland werd al vanaf 1947, tot eind jaren 1950, een halfjaarlijkse modeweek gehouden onder de naam Amsterdam Fashion Week, georganiseerd door de Nederlandse Damesconfectie Industrie. Daarmee werd gestopt toen de confectieindustrie in de jaren '50 in het slop raakte.
In Arnhem werd van 2005 tot en met 2013 de Arnhem Mode Biënnale gehouden. In 2011 werd daarnaast een Arnhem Fashion Week gehouden, maar het evenement werd na vier dagen vroegtijdig stopgezet omdat veel ontwerpers afhaakten wegens klachten over de organisatie.

## België
Antwerpen had tot 2009 ook een eigen modeweek, Antwerp Fashion Week. In 2010 vond de eerste Antwerp Fashion Weekend plaats, een jaarlijks evenement rond de Antwerpse mode-industrie.